# Fumio Igarashi
Fumio Igarashi (jap. 五十 嵐文男, Igarashi Fumio; * 6. November 1958 in der Präfektur Tokio) ist ein ehemaliger japanischer Eiskunstläufer, der im Einzellauf startete.
Der vierfache japanische Meister nahm von 1978 bis 1982 an allen Weltmeisterschaften teil. Dabei erreichte er immer einstellige Platzierungen. Sein bestes Ergebnis war der vierte Platz bei der Weltmeisterschaft 1981 in Hartford. Igarashi vertrat Japan bei den Olympischen Winterspielen 1980 in Lake Placid und beendete sie auf dem neunten Platz.

## Ergebnisse
| Wettbewerb / Jahr          | 1975 | 1976 | 1977 | 1978 | 1979 | 1980 | 1981 | 1982 |
| -------------------------- | ---- | ---- | ---- | ---- | ---- | ---- | ---- | ---- |
| Olympische Winterspiele    |      |      |      |      |      | 9.   |      |      |
| Weltmeisterschaften        |      |      |      | 7.   | 6.   | 8.   | 4.   | 9.   |
| Japanische Meisterschaften | 3.   | 3.   | 3.   | 1.   | 2.   | 1.   | 1.   | 1.   |